# Tillie K. Fowler
Tillie Kidd Fowler (Milledgeville, 23 dicembre 1942 – Jacksonville, 2 marzo 2005) è stata una politica e avvocato statunitense, membro della Camera dei Rappresentanti per lo stato della Florida dal 1993 al 2001.

## Biografia
Nata in Georgia, la Fowler era figlia di Culver Kidd, un politico democratico che lavorò per quarantasei anni nel parlamento della Georgia. Il signor Kidd spinse la figlia ad iscriversi alla facoltà di legge della Emory University, dove Tillie si laureò nel 1967. Poiché nessuno studio legale della zona assumeva donne all'epoca, la giovane andò a lavorare come consulente legale per il deputato Robert Grier Stephens.
Nel 1971 Tillie sposò Buck Fowler e si trasferì a Jacksonville, in Florida. Dopo aver cambiato orientamento politico (da democratica a repubblicana), la Fowler fu eletta nelle file del consiglio comunale di Jacksonville, di cui nel 1989 fu eletta presidente. In questo periodo dovette difendersi dalle accuse di discriminazione razziale dovute all'arresto di tre consiglieri afroamericani.
Nel 1992 la Fowler vinse le primarie repubblicane per rappresentare il quarto distretto congressuale della Camera dei Rappresentanti. Nelle elezioni generali dovette affrontare il democratico Charles Edward Bennett, che aveva rappresentato il secondo distretto dal 1949 al 1967 e il terzo distretto dal 1967 a quel momento. La Fowler sfruttò a suo vantaggio la situazione, ideando lo slogan "otto sono abbastanza" e promettendo quindi di non servire più di quattro mandati al Congresso se fosse stata eletta.
Tuttavia poco dopo l'inizio della campagna elettorale la moglie di Bennett si ammalò e lui si ritirò dalla competizione. I democratici scelsero al suo posto il meno conosciuto Mattox Hair, che non riuscì a conquistare gli elettori, perdendo contro la Fowler di circa tredici punti percentuali. La Fowler dunque divenne la seconda donna repubblicana eletta alla Camera dalla Florida, dopo Ileana Ros-Lehtinen nel 1989.
Durante la sua permanenza al Congresso, Tillie Fowler si distinse per il suo credo moderato: sostenne la scelta delle donne di abortire e rifiutò ogni tipo di sovvenzione dalla National Rifle Association of America. Si occupò prevalentemente di questioni relative alla difesa e alle basi navali, molto presenti nella zona di Jacksonville da lei rappresentata. Fu inoltre una fervente femminista e intrattenne molte relazioni amichevoli con i colleghi deputati, sia repubblicani che democratici.
Nel 1999 fu eletta vicepresidente della House Republican Conference, un importante caucus del Congresso. La popolarità raggiunta le offriva la possibilità di ricandidarsi nelle elezioni successive ma la Fowler, fedele alla promessa fatta in occasione della sua prima campagna elettorale, decise di non richiedere un quinto mandato agli elettori. Dopo l'addio alla Camera dei Rappresentanti, la Fowler lavorò come consulente in uno studio legale e come consigliera del Segretario della Difesa Donald Rumsfeld. Il 2 marzo 2005, a causa di un'improvvisa emorragia cerebrale che l'aveva colpita due giorni prima, Tillie Fowler si spense in un ospedale di Jacksonville.